# 수남초등학교 (경기)
수남초등학교는 대한민국 경기도 김포시에 있는 공립 초등학교이다.

## 학교 연혁
- 1936.04.01 대곶보통학교 대벽간이학교 개교
- 1955.08.05 수남국민학교로 승격인가
- 1955.10.05 수남국민학교로 개교
- 1957.03.13 제1회 졸업식
- 1981.03.01 수남국민학교 병설유치원 개원
- 1996.03.01 수남초등학교로 개칭
- 2006.09.28 경기도교육청 지정 돌아오는 농촌학교 만들기 지정
- 2011.12.01 경기도교육청 지정 혁신학교 운영
- 2012.03.28 문화체육관광부지정 예술꽃씨앗학교 운영
- 2014.09.01 제21대 구병기 교장선생님 취임
- 2015.02.13 제59회 졸업식(5명/총누계2,453명)
- 2015.03.01 초등 6학급, 유치원 1학급 편성

## 참고 자료
- 수남초등학교 - 한국교육학술정보원 학교알리미